# If 3
If 3 (of IF3) is het derde muziekalbum van de Britse band If; het is altijd onduidelijk geweest of de albums If of IF heten.

## Musici
- John Mealing – toetsen
- Jim Richardson – basgitaar
- Dick Morrissey – saxofoons en dwarsfluit, zang
- Dave Quincey – saxofoons en dwarsfluit
- Dennis Elliot – slagwerk
- J.W. Hodkinson – zang, percussie.

## Composities
1. Fibonacci’s number (Quincy)(7:52)
2. Forgotten roads (Quincy /Trevor Preston)(4:29)
3. Sweet January (Quincy/Preston)(5:10)
4. Child of strom (Quincy/ Hodkinson)(3:56)
5. Far beyond (mealing/Preston)(5:05)
6. Seldom see Sam (terry Smith / Hodkinson)(5:08)
7. Upstairs (Morrissey / Birgitta Morrissey)(4:45)
8. Here comes Mr. Time (mealing / preston)(4:51)
9. Forgotten roads (singleversie)(4:03)
10. Far beyond (b-side van Forgotten roads)(Mealing/Preston)(3:54)

Laatste 2 tracks zijn bonus op de besproken uitgave.